# غزال أحمر
الغزال الأحمر الجزائري أو ببساطة الغزال الأحمر (الاسم العلمي: Eudorcas rufina) هو نوع منقرض من الغزال. كان يُصنَف سابقًا في جنس الغزال ضمن الجنس الفرعي غزال حقيقي (Eudorcas) قبل أن يتغير تصنيف غزال حقيقي من جنس فرعي إلى جنس. يُعتقد أنه عاش في المناطق الجبلية ذات المياه في شمال إفريقيا بدلاً من الصحاري، بسبب كثرة الألوان على فروه.

## الخصائص البدنية
يوصف الغزال الأحمر بأنه أكبر حجما من الغزال أحمر الجبهة، وله حوافر أثقل، وفرائه مميز ذو لون بني محمر لامع. يتميز بوجود خطوط سوداء رفيعة (بعرض 2.5-4 سم) على جانبيه وبين أرجله الخلفية والأمامية. يظهر الجزء العلوي من الرأس والخدين وجوانب الرقبة بلون أبيض شاحب، في حين أن الجوانب السفلية والردف ذات لون أبيض خالص. يحد وسط وجهه من الجانبين خطوط شاحبة تمتد من العينين إلى الخطم. وله ذيل أحمر اللون مع طرف أسود.